# Åsum
Åsum er en landsby ved Odense NØ med 505 indbyggere  (2024) lidt øst for Odense-bydelen Vollsmose i Åsum Sogn.
Bydelen ligger 5 km. fra Odense Centrum. Den er dominineret af gamle huse og Åsum Kirke, der er beliggende på en høj, samt af Odense Å mod vest, Lindved Å mod sydvest og en lille bæk, der snor sig gennem bydelen. Øst for Åsum ligger Ringvej 3, anlagt i 2006.
Tidligere EU-kommissær Mariann Fischer Boel er født i landsbyen.

## Massehenrettelsen ved Åsum bro
Som et levn fra bronzealderen lå der tidligere en gravhøj, Kokshøj, Pallehøj eller Palnatokes høj, vest for broen over Odense å. Her blev seksten Åsumbønder i 1598 henrettet for mordet på ridefogeden Hans Stangenette fra Hindemae, den største massehenrettelse i Danmark i fredstid. I Helvig Hardenbergs ejertid lod hun krigskarlen Hans Stangenette fra Als genere Åsum-bønderne, der til sidst indklagede ridefogden til landstinget i Odense for hans urimelighed og brutalitet. Stangenette vandt sagen, og 9. september 1598 fik bønderne omsider nok af uretfærdigheden. Seksten mand høj omringede de Stangenette på Åsum bro, bevæbnet med hver sin le. Liget skal have været så medtaget, at man kunne se, hvad Stangenette havde fået til frokost i Odense. Men øvrigheden fandt de skyldige, der 26. september blev halshugget på Kokshøj på den anden side af ådalen med udsigt til Åsum. Stangenette blev begravet i den nu forsvundne Gråbrødre kirke. På sin og hustruen Mette Urnes gravsten fik han attesten "ærlig og velbyrdig mand". Helvig Hardenberg døde selv det følgende år.